# Isambard Kingdom Brunel
Pour les articles homonymes, voir Brunel.
Isambard Kingdom Brunel, né à Portsmouth le 9 avril 1806 et mort à Londres le 15 septembre 1859, est un ingénieur britannique. Il est surtout connu pour avoir créé le Great Western Railway (Grand chemin de fer de l'Ouest, ligne Londres-Bristol), une série de bateaux à vapeur (dont le premier pourvu d'une hélice), de nombreux ponts et des tunnels importants. Ses réalisations ont révolutionné les transports publics et l'ingénierie moderne.
Bien que les projets de Brunel n'aient pas toujours été couronnés de succès, ils se sont souvent trouvés porteurs de solutions innovantes, apportant des réponses à long terme à bien des problèmes d'ingénierie. Au cours de sa courte carrière, Brunel réalisa de nombreuses « premières », notamment par sa participation au percement du Thames Tunnel sous la Tamise, premier tunnel sous un fleuve navigable, et le développement du vapeur Great Britain, premier navire maritime à coque de fer mû par une hélice, qui était aussi à l'époque le plus grand navire jamais construit(si l’on exclut par exemple le « bateau trésor » de plus de 135 m (Chine XVe siècle)).
Brunel a aussi laissé son nom dans l'histoire des télécommunications, son navire à vapeur SS Great Eastern ayant été le premier à établir avec succès un câble télégraphique à travers les 2 400 kilomètres de l'océan Atlantique.
Brunel vit rapidement sa santé décliner et passa plusieurs années avec des problèmes de reins, avant de succomber à une attaque, à l'âge de 53 ans. Brunel fumait jusqu'à 40 cigares par jour et ne dormait que quatre heures par nuit.
En 2006, un programme de manifestations a célébré le bicentenaire de sa naissance.

## Les débuts
Isambard Kingdom Brunel, fils de l'ingénieur français Sir Marc Isambart Brunel et de Sophia Brunel  Kingdom (décédée en 1854), est né à Portsmouth, Hampshire, le 9 avril 1806.
Son père travaillait alors aux Portsmouth Block Mills, où il mit au point des machines pour la fabrication des poulies de marine.
À 14 ans, on l'envoya en France pour étudier au lycée Henri-IV, à Paris, puis à l'université de Caen.
Il avait 15 ans lorsque son père fut emprisonné pour une dette de plus de 5 000 livres, somme qui fut pour l'essentiel réglée par le gouvernement britannique, celui-ci ne voulant pas prendre le risque de voir cet éminent ingénieur fuir vers la Russie. Isambard put donc poursuivre ses études en France.

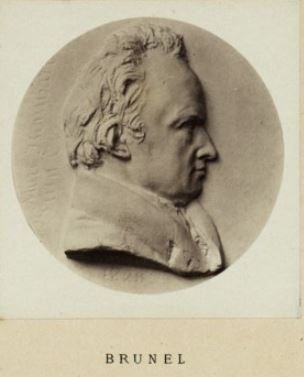
Marc Isambard Brunel, père de Isambard Kingdom Brunel, médaillon par David d'Angers.

Isambard Brunel connut son premier poste d'importance lorsque, âgé de 20 ans, il fut nommé chef assistant ingénieur, auprès de son père, dans les travaux gigantesques du Thames Tunnel, qui traverse la Tamise entre Rotherhithe et Wapping.
Ce premier grand tunnel sous-fluvial fut une réussite, là où d'autres tentatives avaient échoué, grâce à l'ingénieux bouclier (ingénierie) (en) imaginé par Marc Brunel, — précurseur des puissants tunneliers actuels, — qui protège les travailleurs de l'ensevelissement en les maintenant dans un carter de protection. Marc Brunel tira son inspiration, dans la création de ce bouclier, de l'observation des mœurs et de l'anatomie du taret, Teredo navalis. La plupart des tunnels actuels, notamment le tunnel sous la Manche, sont encore forés de cette façon.
Isambard Brunel établit le siège de son bureau d'études à Londres, 17-18 Duke Street, et vécut avec sa famille dans les appartements situés juste au-dessus.
Le 5 juillet 1836, il épousa Mary Elizabeth Horsley (née en 1813), fille aînée du compositeur et organiste William Horsley, issu d'une famille de musiciens et artistes accomplis.
Il fut secondé par l'ingénieur R.P. Brereton, qui devint son chef-assistant en 1845 et mena l'entreprise après le décès d'Isambard ; il prit également la responsabilité directe de grands projets comme le Royal Albert Bridge, lorsque la santé de Brunel vint à décliner.

## Le tunnel sous la Tamise(Thames Tunnel)

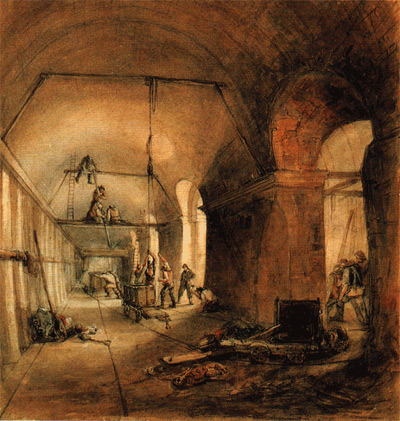
Thames Tunnel en travaux, 1830.

Isambard Brunel travailla pendant près de deux ans au percement du Thames Tunnel, sous la Tamise, à Londres, premier tunnel sous-fluvial traversant un fleuve navigable, avec des tunneliers opérant sur un axe horizontal d'une rive à l'autre du fleuve dans des conditions extrêmement difficiles et dangereuses, sous la direction de son père Marc Brunel, ingénieur en chef. Le projet était financé par la Thames Tunnel Company. La nature géologique du lit du fleuve à Rotherhithe consistait essentiellement en graviers et sédiments gorgés d'eau, si bien que le chantier présentait les plus grands risques à tout instant, en dépit de l'ingéniosité du tunnelier inventé par Marc Brunel.
Les conditions du travail étaient particulièrement éprouvantes : non seulement le tunnel était constamment en passe de s'effondrer en raison de l'instabilité du lit du fleuve, mais l'ensemble du chantier baignait dans une atmosphère nauséabonde, due à la très forte contamination des infiltrations des eaux du fleuve, qui servait à cette époque d'égout pour toute la cité. Malgré le danger permanent, la direction invitait les spectateurs, moyennant un shilling, à descendre dans le chantier pour en observer la progression. Deux accidents graves, provoquant l'inondation du tunnel, arrêtèrent le chantier durant de longues périodes, causant la mort de plusieurs ouvriers et blessant gravement le jeune Brunel.
Le dernier accident, en 1828, tua deux des mineurs les plus chevronnés, Collins et Ball, et Brunel lui-même échappa à la mort de justesse : l'eau s'engouffra brusquement dans le tunnel à partir d'une plate-forme de forage, balayant tout sur son passage ; emporté par le flot et traîné sur toute la longueur du tunnel, le jeune Brunel, inconscient, échoua par chance près d'un escalier de service, d'où il fut arraché à une mort presque certaine par un assistant, avant que les eaux ne l'emportent. Brunel s'en tira avec des blessures graves dont il ne se remit jamais complètement, et le chantier fut arrêté pour plusieurs années.

## Des ponts célèbres
Les prouesses techniques d'Isambard Brunel travaillant en solo commencèrent avec des ponts : Royal Albert Bridge traversant le fleuve Tamar à Saltash, près de Plymouth, et un extraordinaire pont de bois près de Bridgwater.

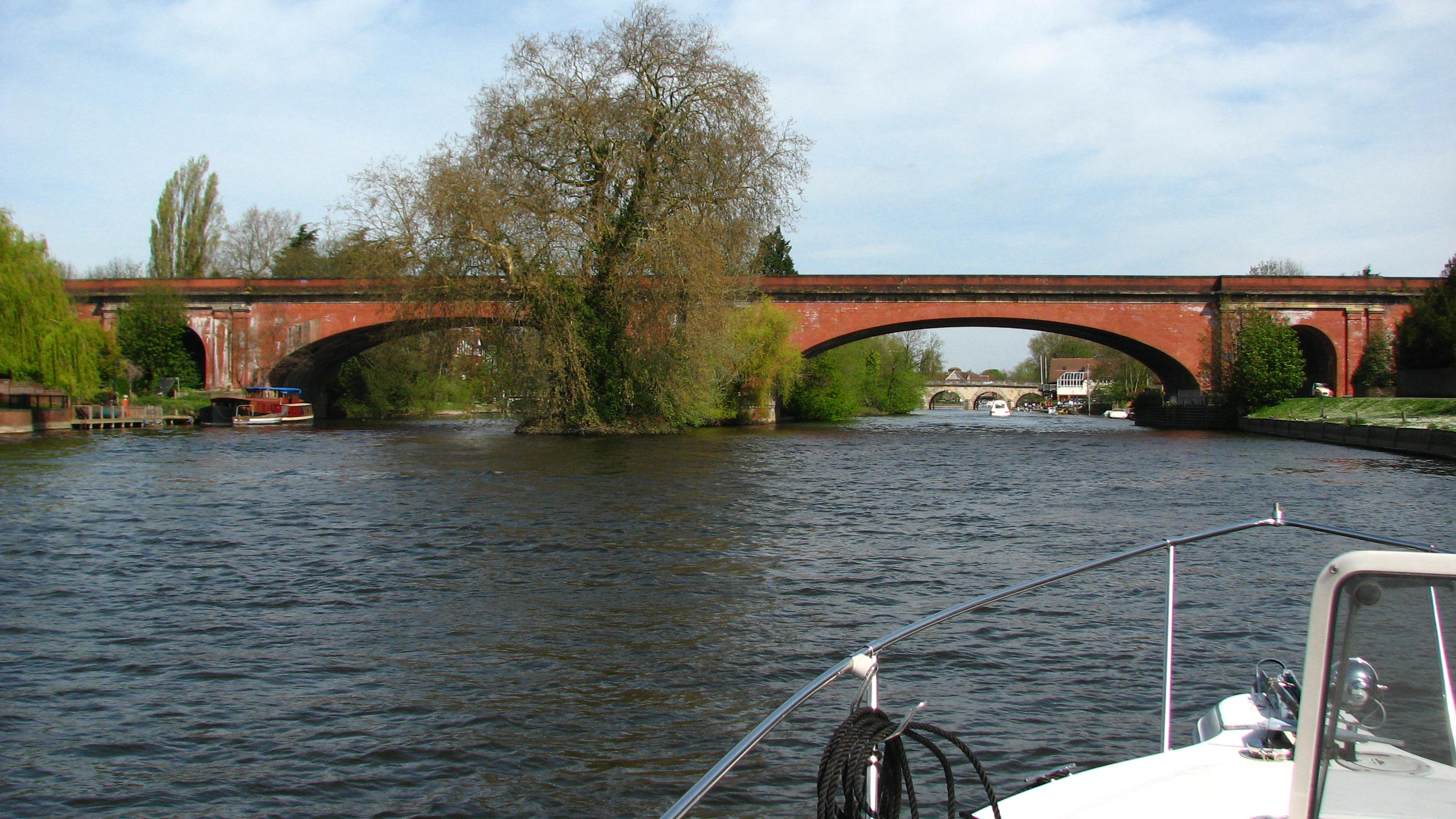
Maidenhead Railway Bridge, en brique, sur la Tamise.

Construit en 1838, le Maidenhead Railway Bridge sur la Tamise, dans le Berkshire, a été le pont à arc de brique le plus large et le plus surbaissé au monde : il assure encore le service des trains de grandes lignes vers l'Ouest. Il est composé de deux travées de 39 m chacune, avec une flèche de 7 m seulement, et une largeur suffisante pour supporter quatre voies. Les arcs surbaissés réduisent les efforts des trains pour le franchissement des fortes pentes aux approches de ponts. Les trains sont aujourd'hui environ dix fois plus lourds que Brunel ne l'a jamais imaginé.
En 1845, le Hungerford Bridge, pont suspendu à chaînes lancé sur la Tamise, près de la gare de Charing Cross, à Londres, n'a été ouvert que pour être rapidement remplacé, en 1859, par un nouveau pont de chemin de fer. Ses chaînes forgées ont été réutilisées dans la construction du pont suspendu de Clifton de Bristol (1862-1864).
Tout au long de sa carrière de constructeur ferroviaire, mais surtout sur le South Devon Railway et le Cornwall Railway où l'économie était de rigueur, Brunel fit un large usage du bois pour la construction des importants viaducs nécessités par les nombreuses vallées à traverser. Ceux-ci ont naturellement été remplacés au fil des ans.

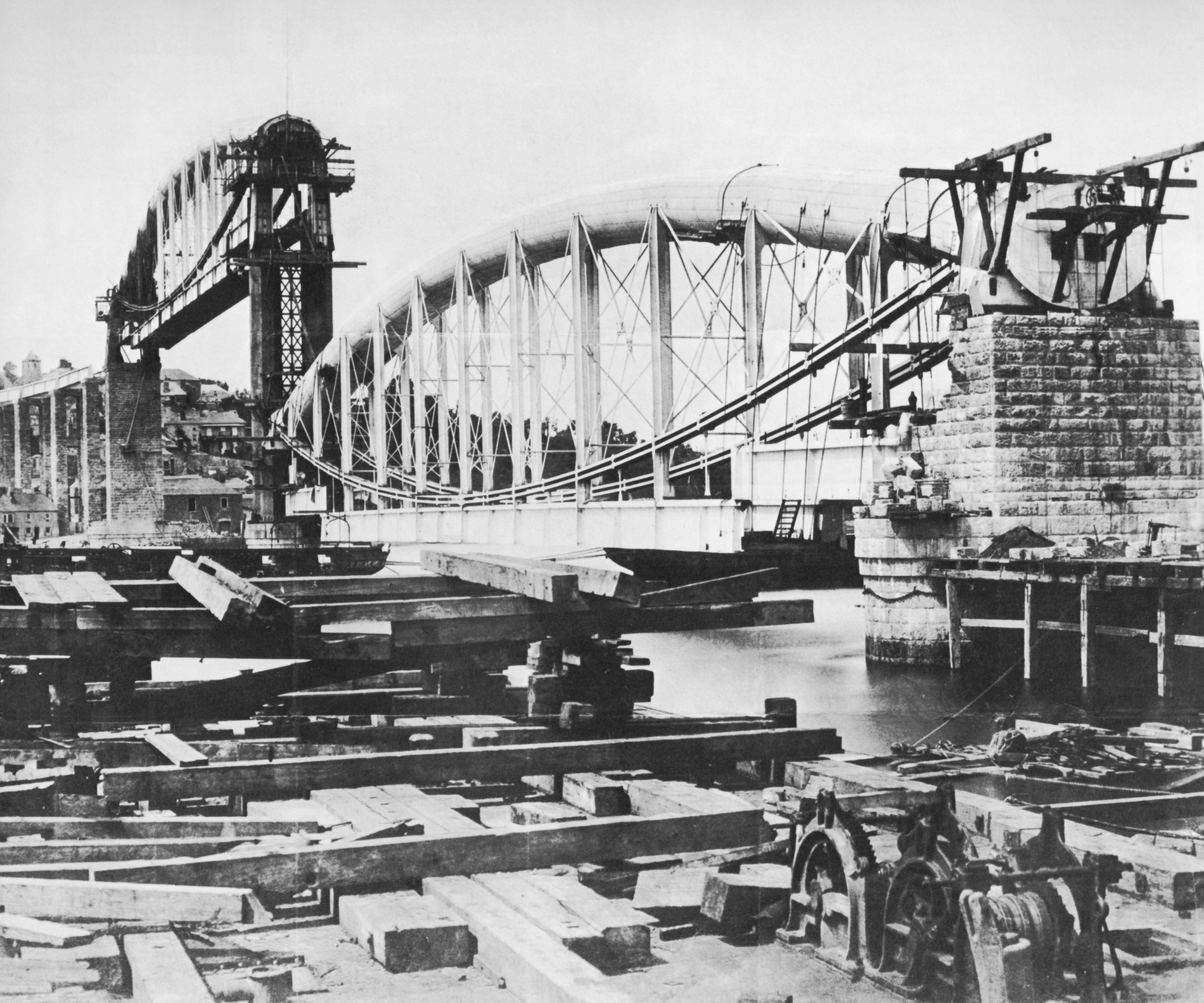
Royal Albert Bridge en construction, 1859.

Le Royal Albert Bridge a été conçu en 1855 pour le Cornwall Railway, après que le Parlement eut rejeté le plan initialement établi pour un ferry traversant la Hamoaze, estuaire du fleuve Tamar, la rivière Tavy et la rivière Lynher. Ce pont complexe à arcs métalliques suspendus se compose de deux travées de 139 m, à 30 m au-dessus des hautes marées, et de 17 autres arches beaucoup plus courtes pour les approches. Il a été inauguré par le prince Albert de Saxe-Cobourg-Gotha le 2 mai 1859, l'année de la mort de Brunel.

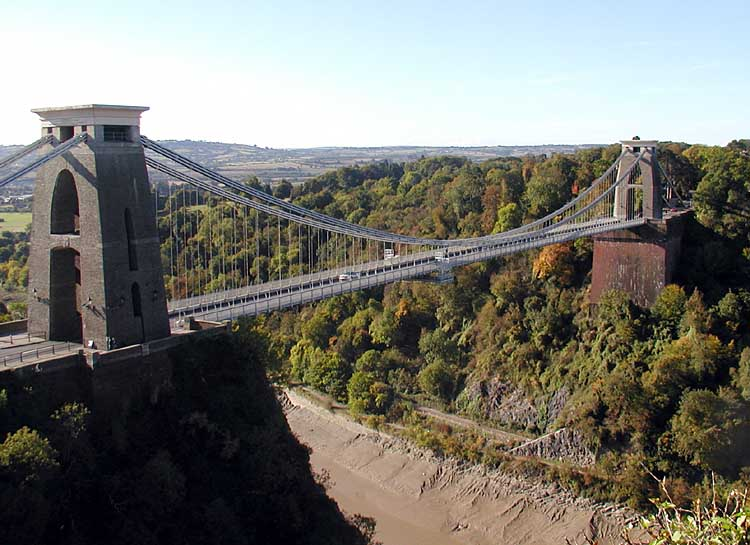
Pont suspendu de Clifton.

Toutefois, Brunel est peut-être encore plus connu pour son vertigineux pont suspendu de Clifton à Bristol. D'une longueur de plus de 700 pieds (213 m), et surplombant de 200 pieds (61 m) la rivière Avon, il détenait à son inauguration le record de la plus longue portée au monde. Brunel avait présenté quatre modèles à un comité dirigé par Thomas Telford et obtenu l'approbation pour commencer le projet. Brunel écrivit à son beau-frère, l'homme politique Benjamin Hawes : « De tous les exploits qu'il m'a été donné d'accomplir depuis que je suis en ce monde, je crois que j'ai exécuté ici le plus merveilleux : j'ai réussi à faire l'unanimité parmi quinze hommes qui étaient tous à se quereller dans ce sujet des plus chatouilleux. » Il n'a pas vécu assez longtemps pour le voir achevé, mais ses collègues et admirateurs de l'Institution of Civil Engineers estimèrent que le pont devait être achevé à la mémoire du grand ingénieur et commencèrent à lever de nouveaux fonds, en modifiant légèrement la conception de l'ouvrage. Les travaux commencèrent en 1862, pour s'achever en 1864, cinq ans après la mort de Brunel.
Le plus ancien pont en fer forgé de Brunel fut construit pour le Bridge Windsor Railway, en 1861-1865.
En 2006, il fut envisagé de démolir plusieurs des ponts construits par Brunel sur le Great Western Railway, parce que la ligne devait être électrifiée et que l'espace nécessaire à l'établissement des caténaires n'avait pas été prévu. Une pétition fut adressée au Buckinghamshire County Council afin que d'autres options soient envisagées et que l'ensemble des neuf ponts historiques subsistants puisse être conservé sur la ligne,.

## Le Great Western Railway

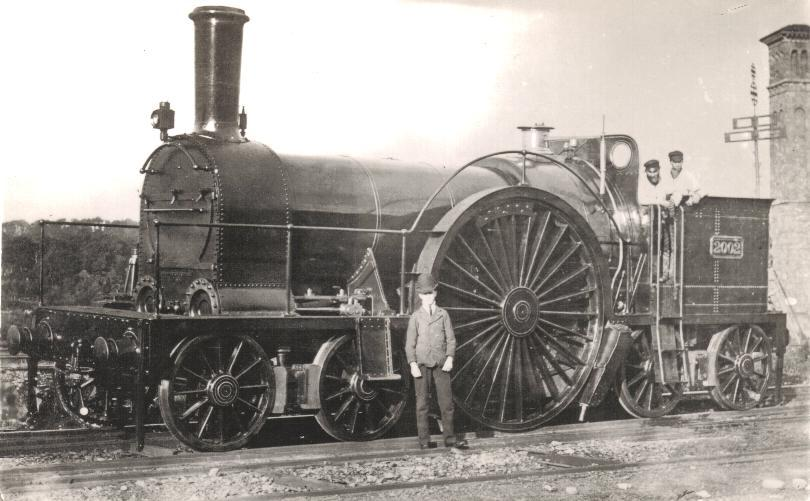
Locomotive 4-2-4T à voie large, au dépôt d'Exeter du GWR, en 1876.

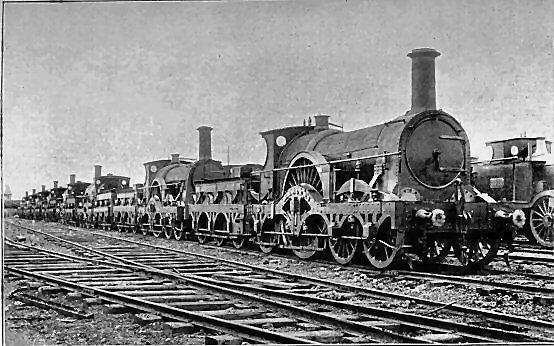
Dernières locomotives à voie large avant leur réforme, 1892.

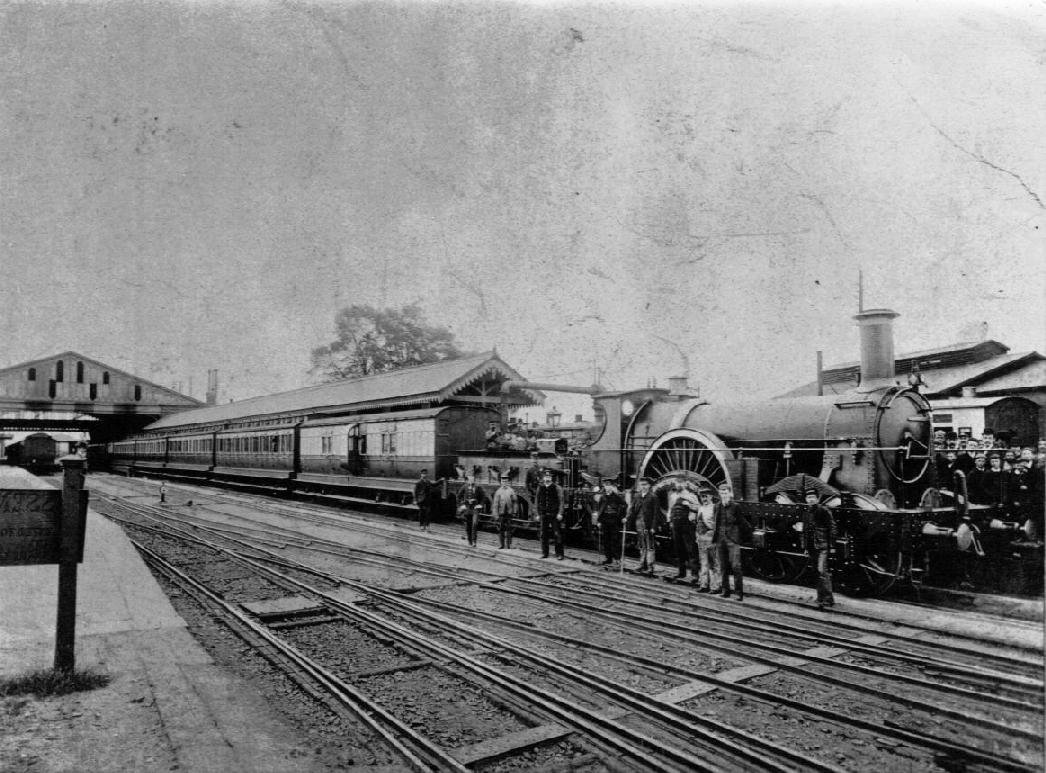
Dernier train à voie large, locomotive Dragon, en route pour Penzance, à Taunton, 20 mai 1892. On distingue le double écartement de la voie.

En 1833, avant l'achèvement du tunnel sous la Tamise, Isambard Brunel fut nommé ingénieur en chef du Great Western Railway, une des merveilles de l'époque victorienne, allant de Londres à Bristol et plus tard jusqu'à Exeter.
La compagnie fut fondée lors d'une réunion publique à Bristol en 1833, et fut validée par une loi du Parlement en 1835. Brunel prévoyait que les passagers seraient en mesure d'acheter un billet à Londres-Paddington et de voyager de Londres à New York, changeant simplement du Great Western Railway au Great Eastern Steamship au terminus de Neyland (Galles du Sud).
Brunel prit deux décisions qui devinrent des sujets de controverses : d'abord l'utilisation du grand écartement de 84 pouces (2,14 m) entre les rails qui, selon lui, offrirait de meilleures performances de tenue de voie et de vitesse ; ensuite le choix d'un itinéraire passant au nord des Marlborough Downs, qui ne desservait aucune ville importante, même s'il était prévu des connexions vers Oxford et Gloucester, et vers Londres par la vallée de la Tamise.
Sa décision de recourir à une voie à grand écartement suscita immédiatement l'incrédulité, étant donné qu'un tel choix était en contradiction avec celui de la quasi-totalité des chemins de fer britanniques (écartement standard). Brunel disait qu'il ne s'agissait de rien d'autre que d'une évolution logique et nécessaire de l'écartement des chemins de fer miniers que George Stephenson avait adopté pour réaliser les premières lignes de voyageurs. Brunel avait travaillé dans un cadre mathématique et procédé à une série d'essais avant de déterminer que son grand écartement offrait la taille optimale pour assurer aux chemins de fer la stabilité et le confort pour les passagers, ainsi qu'une plus grande capacité pour les marchandises.
Brunel arpenta lui-même la totalité de la longueur du trajet entre Londres et Bristol. S'appuyant sur son expérience du Thames Tunnel, il mit à exécution pour le Great Western une série d'ouvrages impressionnants : des viaducs, des gares spécialement conçues et de vastes tunnels, dont le célèbre Box Tunnel, qui a été en son temps le plus long tunnel de chemin de fer au monde.
Une anecdote rapporte que le Box Tunnel serait orienté de manière à être illuminé sur toute sa longueur par le soleil le jour de l'anniversaire de Brunel.
En dépit des protestations de la Great Western qui clamait partout que son grand écartement était le meilleur, la décision fut prise, après la mort de Brunel, de revenir à la voie normale de Stephenson utilisée pour tous les chemins de fer du pays et d'abandonner la voie large. Ce fut fait en mai 1892 : il faut reconnaître que cette réforme fut relativement indolore car, à cette date, il y avait bien longtemps que la compagnie avait installé sur ses lignes le double écartement (à la fois large et standard) qui permettait la circulation de tous les trains existants.
Conçue par Brunel, la présente gare de Paddington a été ouverte en 1854. On trouve des exemples de ses autres créations sur toute la ligne : nombre de petites gares sur le Great Western et ses lignes annexes sont parvenues jusqu'à nous en bon état, notamment les gares de Mortimer, Charlbury et Bridgend, toutes d'architecture italianisante, et aussi la gare de Culham, de style Tudor. On rencontre aussi quelques exemples survivants de hangars en bois, bien dans son style, à Frome et à Kingswear.
La grande réalisation que fut le Great Western Railway est immortalisée au Swindon Steam Railway Museum.

## Le chemin de fer atmosphérique(atmospheric railway)

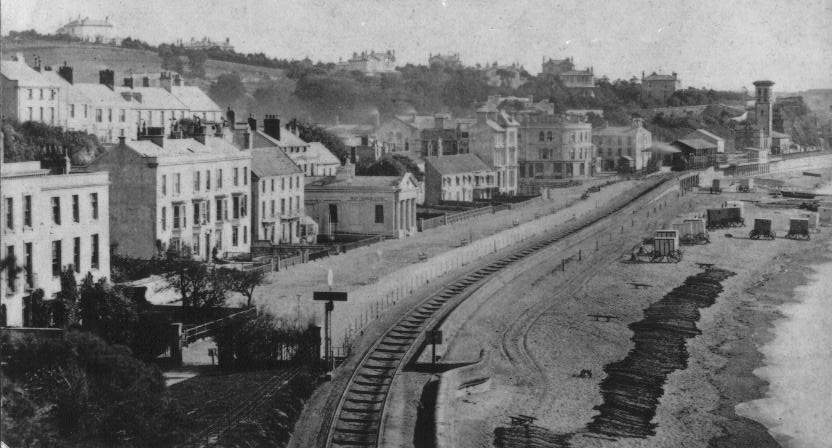
Ligne du South Devon à Dawlish vers 1870. À cette époque, la conduite d'aspiration (tube à vide) a été démontée, mais on distingue l'écartement large de la voie, la signalisation Brunel et la tour carrée de la station de pompage, au fond.

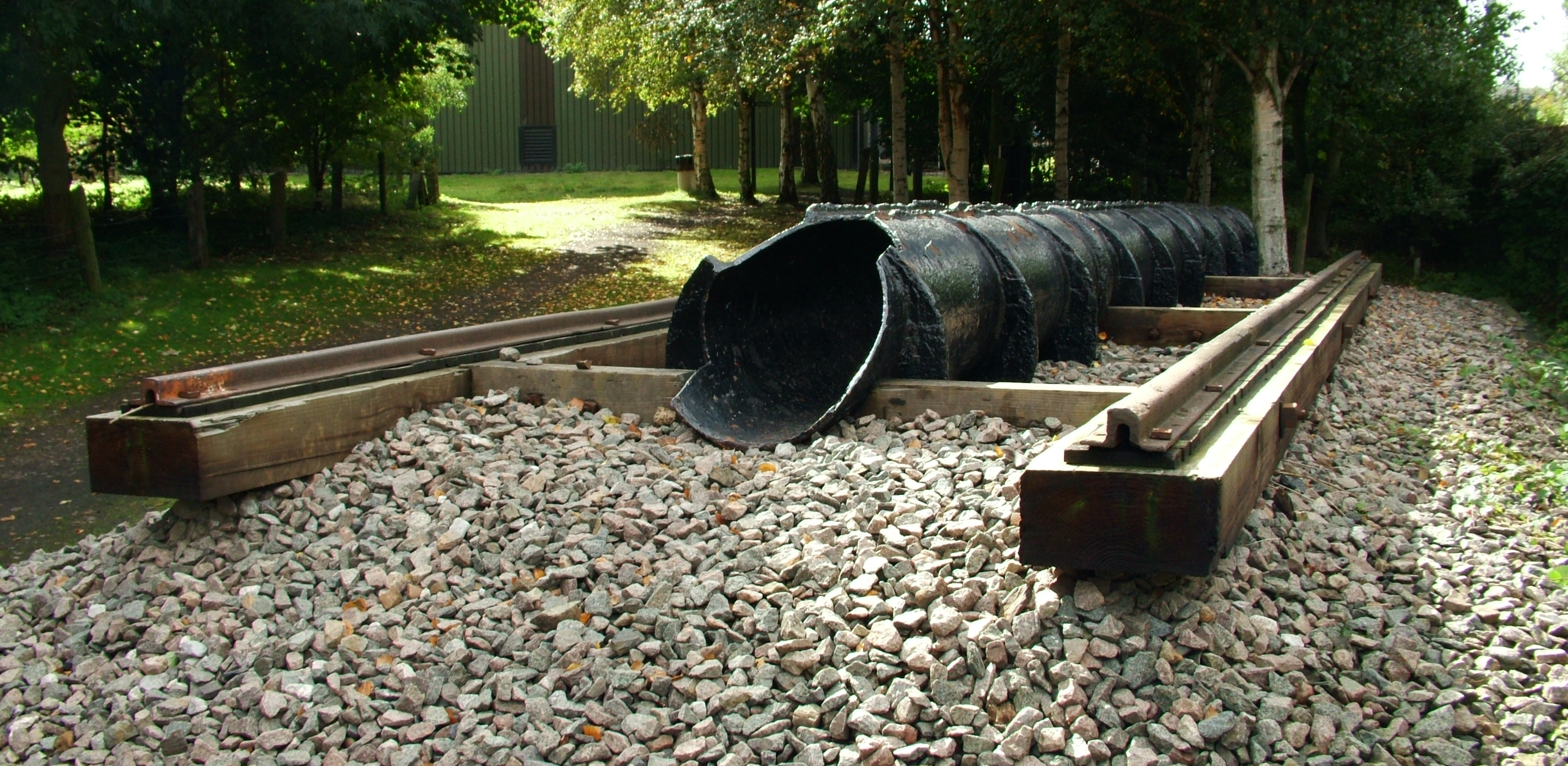
Voie atmosphérique du SDR, au Didcot Railway Centre.

Bien que finalement vouée à l'échec, une autre réalisation fort intéressante de Brunel, sur le plan de l'innovation technique, est son chemin de fer atmosphérique, extension du Great Western Railway vers le sud, d'Exeter à Plymouth nommée South Devon Railway Company (SDR), bien qu'administrée par le GWR. Au lieu d'utiliser des locomotives, les trains étaient entraînés par un système breveté par Clegg et Samuda en 1839, par lequel des pompes à vide stationnaires aspiraient l'air dans une conduite reliée à des pistons fixés sous les trains.
La section d'Exeter à Newton (devenu Newton Abbot) a été réalisée selon ce principe, avec des stations de pompage à cheminées distinctives carrées espacées tous les deux miles, « aspirant » les trains à une vitesse d'environ 20 miles par heure (30 km/h).
Des tubes de 15 pouces (381 mm) étaient utilisés sur les sections planes, ainsi que d'autres de 22 pouces (559 mm), destinés aux sections en déclivité.
Cette technologie nécessitait l'utilisation d'un joint-soupape continu en cuir pour sceller les tubes à vide à leur partie supérieure. Le cuir devait être maintenu souple par l'utilisation de suif qui, à l'usage, se révélait très attrayant pour les rats. Le résultat inévitable fut que le joint était mangé, et que l'exploitation du système a duré moins d'un an : à partir de septembre 1847 pour les expérimentations et de février 1848 au 10 septembre 1848 pour le service commercial.
Les comptes du South Devon Railway pour 1848 laissent à penser que le coût de la traction atmosphérique était de 3s 1d (trois shillings et un denier) par mile au lieu de 1s 4d (un shilling et quatre deniers) par mile pour la traction classique à vapeur. Quelques bâtiments-moteurs du South Devon Railway existent encore, comme celui de Starcross, sur l'estuaire de la rivière Exe, qui constitue un témoignage marquant et un souvenir du chemin de fer atmosphérique, également commémoré par le nom donné au pub local.
Une section de la conduite, sans le joint de cuir, est conservée au Didcot Railway Centre, à Didcot, Oxfordshire.
Un système de chemin de fer atmosphérique similaire a fonctionné en France, entre Le Pecq et Saint-Germain-en-Laye, de 1847 à 1860.

## Trois grands navires transatlantiques

### LeGreat Western

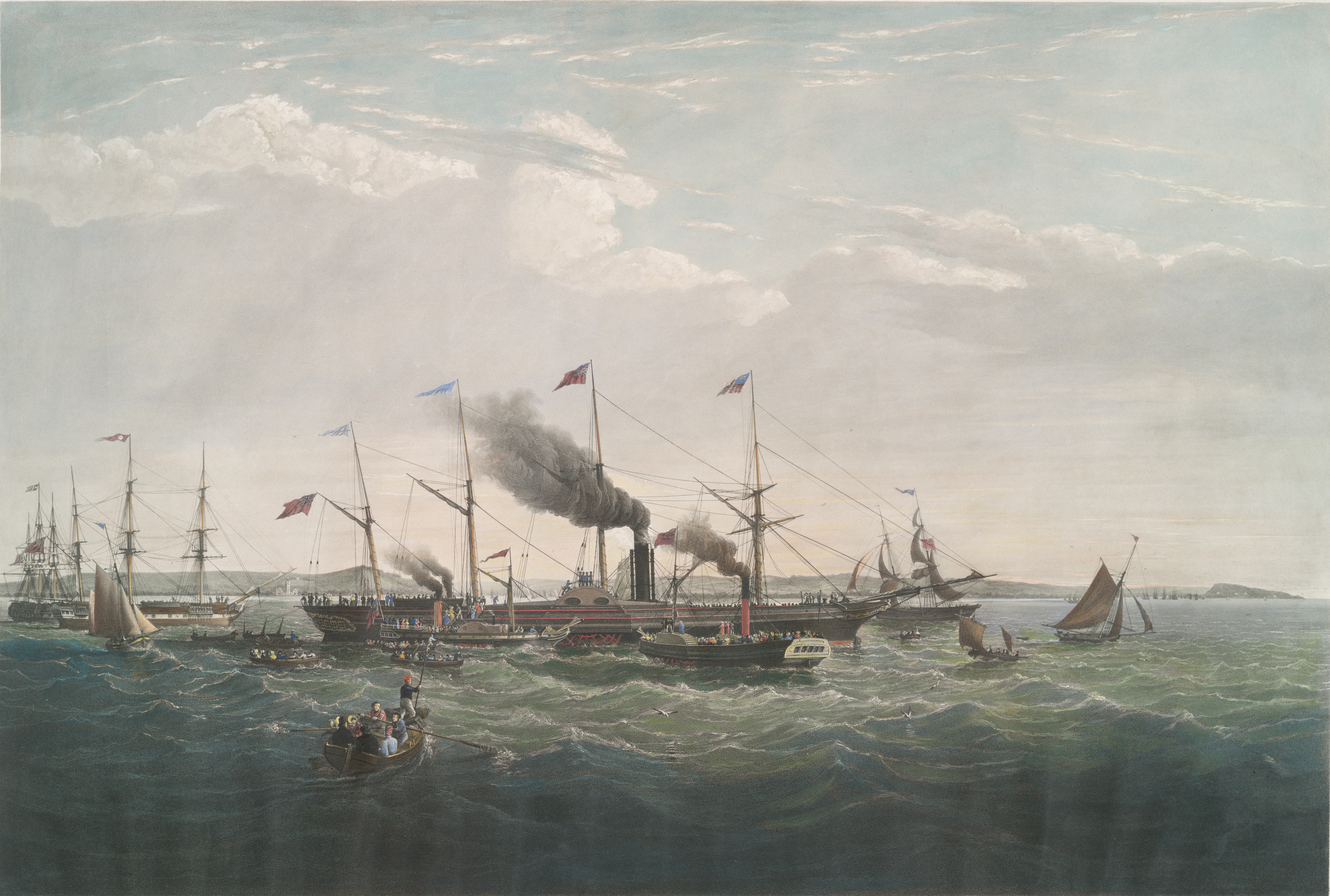
Le Great Western au départ de Bristol, en 1838.

Avant même l'ouverture du Great Western Railway, Brunel était passé à son projet suivant : la navigation transatlantique. Il usa de tout son prestige pour convaincre ses employeurs de la compagnie de chemins de fer de construire le vapeur Great Western. Lorsque le Great Western prit la mer en 1837, il était le plus grand navire à vapeur du monde. Mesurant 236 pieds (72 m) de long, il était construit en bois, et mû à la fois par des voiles et des roues à aubes. Son premier voyage aller-retour Bristol-New York ne demanda que 29 jours, soit la moitié des deux mois nécessaires pour un voilier moyen, et une semaine de moins que les meilleurs d'entre eux. Au total, il fit 74 traversées jusqu'à New York.

### LeGreat Britain

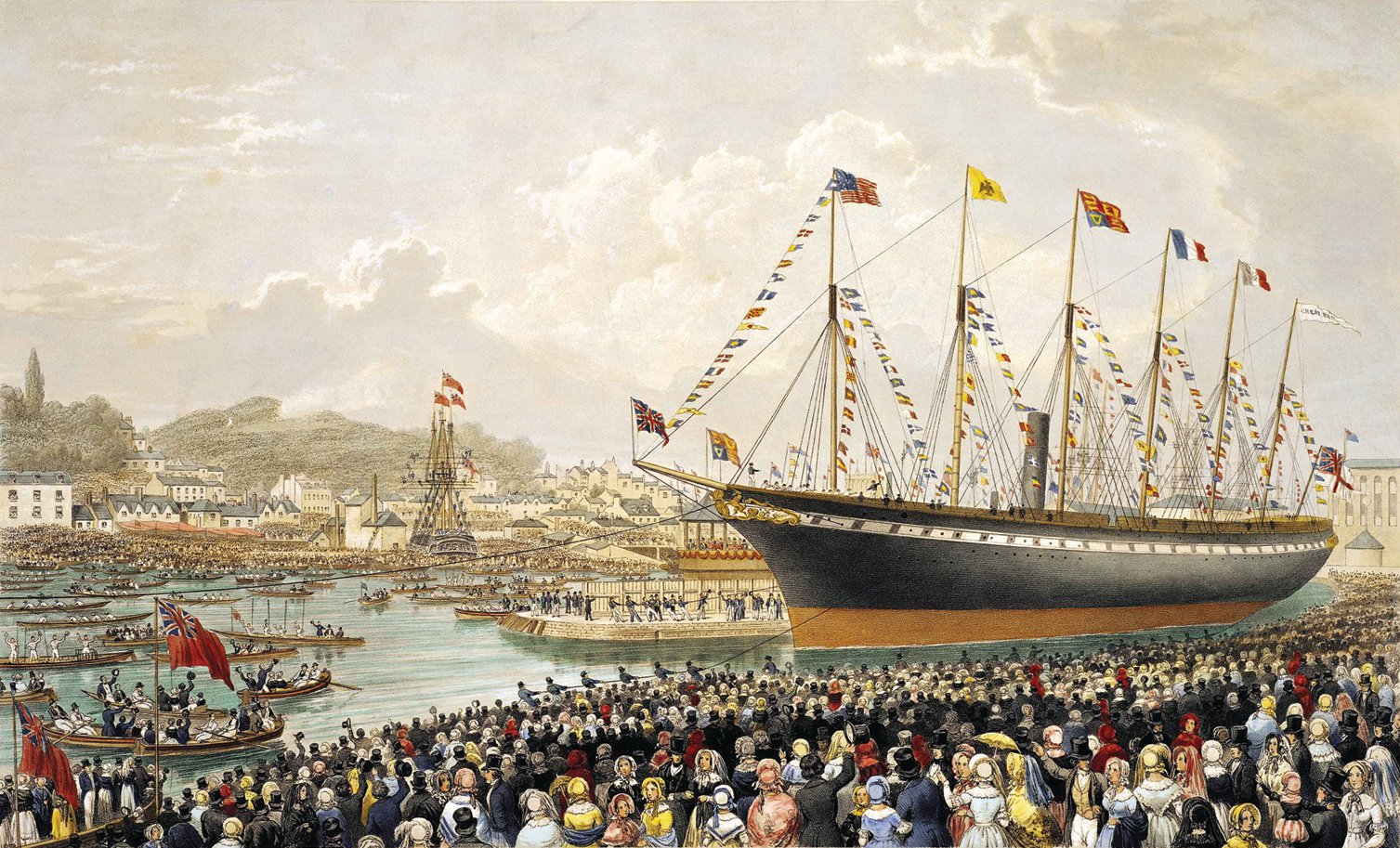
Lancement du Great Britain, 1843.

Le Great Britain suivit en 1843. Beaucoup plus grand — 322 pieds (98 m) de long —, il est considéré comme le premier navire moderne, construit en métal et non en bois. Il était mû par un moteur au lieu du vent ou des avirons, et propulsé par une hélice au lieu de roues à aubes. Il reste, de fait, comme le premier navire transatlantique à coque de fer et hélice axiale.
Brunel était un ardent promoteur de l'hélice pour les navires, et la Royal Navy lui demanda de procéder à des tests pour prouver la supériorité de l'hélice par rapport aux roues à aubes de l'époque. Brunel fit préparer deux remorqueurs identiques de même moteur et de même puissance, l'un avec des roues à aubes, l'autre avec une hélice, et mit en scène, sur la Tamise, une « joute de remorqueurs » avec les deux remorqueurs opposés, tirant sur une même corde. L'expérience fut d'abord contestée, parce que le remorqueur à hélice HMS Rattler devait tirer son rival vers l'amont, à contre-courant. Malgré ce handicap, le navire à hélice remporta l'épreuve et la Royal Navy fut convaincue de la supériorité de ce mode de propulsion.

### LeGreat Eastern

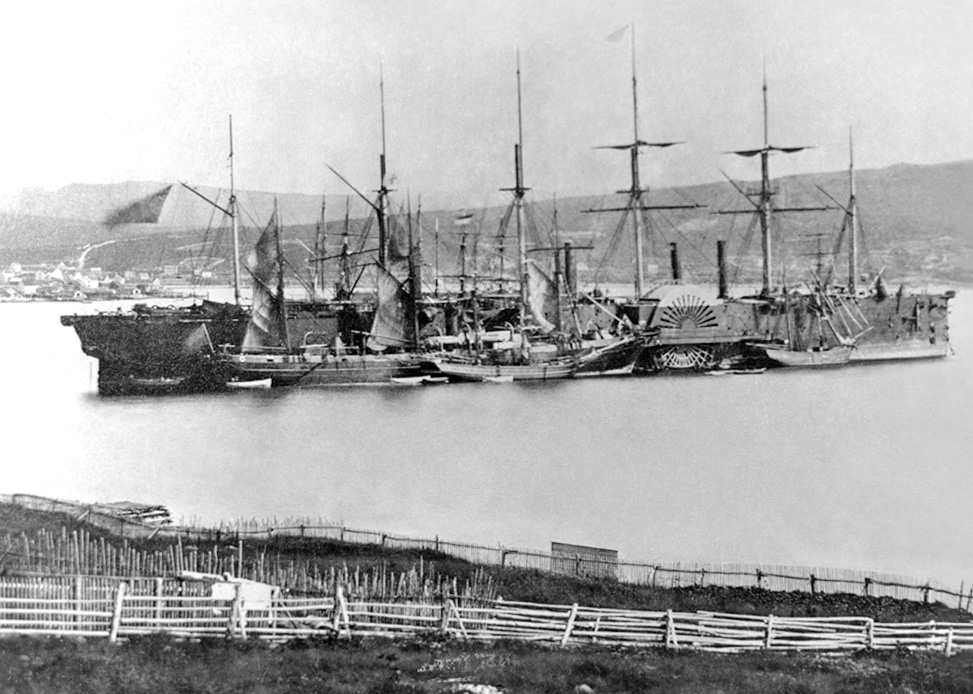
Great Eastern en 1866 : quatre machines à vapeur pour les roues à aubes, 1 machine additionnelle pour l'hélice, 5 cheminées, 6 mâts.

En 1852, Brunel se tourna vers la construction d'un troisième navire transatlantique, deux fois plus grand que ses concurrents et destiné à des traversées vers les Indes et l'Australie. Le Great Eastern qui, à l'origine, devait s'appeler Léviathan, est d'une technologie de pointe pour son époque : près de 700 pieds (213 m) de longueur, aménagé avec le plus grand luxe et prévu pour transporter plus de 4 000 passagers et 6 000 tonnes de fret. Le Great Eastern demeura le plus grand navire jamais construit jusqu'au tournant du siècle.
Le navire était conçu pour pouvoir naviguer par ses propres moyens sans escale de Londres à Sydney et retour, les ingénieurs de l'époque étant persuadés que l'Australie ne disposait pas de réserves de charbon. Comme beaucoup des ambitieux projets de Brunel, la construction du navire dépassa bientôt le budget initial et prit du retard, devant faire face à toute une série de problèmes techniques.
Le navire a été décrit comme un « éléphant blanc » (un projet de prestige, sans espoir de rentabilité), mais on peut faire valoir que, dans ce cas, l'échec de Brunel a été causé principalement par un contexte économique peu favorable, ses navires étant très en avance sur leur temps. La construction à grande échelle de navires à vapeur à hélice et coque métallique ne devint une réalité que postérieurement. De fait, il ne parvint jamais à amortir ses coûts d'exploitation : jusqu'aux années 1880, les grands voiliers de commerce (clipper) demeurèrent plus rentables, notamment du fait des importantes infrastructures (dépôts de charbon, ateliers de réparation spécifiques) que les navires à vapeur nécessitaient (ces infrastructures, nombreuses en Europe et en Amérique du Nord, étaient alors rares dans le reste du monde).
Le Great Eastern fut construit au John Scott Russell's Napier Yard à Londres, et après deux voyages d'essai en 1859, son premier voyage de Southampton à New York fut annoncé pour l'année suivante, le 17 juin 1860.
Malgré l'échec de son objectif initial de transport de voyageurs, le navire a finalement trouvé un rôle de poseur de câble transocéanique pour le télégraphe, et le Great Eastern reste comme l'une des plus importantes réalisations de l'histoire de la construction navale : grâce à lui et aux câbles transatlantiques, l'Europe et l'Amérique du Nord ouvraient une nouvelle ère des télécommunications.

## Un hôpital préfabriqué
La Grande-Bretagne entra dans la guerre de Crimée en 1854, et Brunel y apporta sa participation, de la manière la plus pacifique : il conçut et expédia un hôpital de campagne préfabriqué en bois et en toile, pour remplacer celui de Scutari (aujourd'hui Üsküdar, sur la rive asiatique du Bosphore à Istanbul), qui était installé de manière précaire, dans une ancienne caserne turque. Le nombre de décès y fut particulièrement faible, et cette forme de bâtiment préfabriqué reçut à l'époque les commentaires les plus élogieux,,,,,.

## La fin d'une brillante carrière

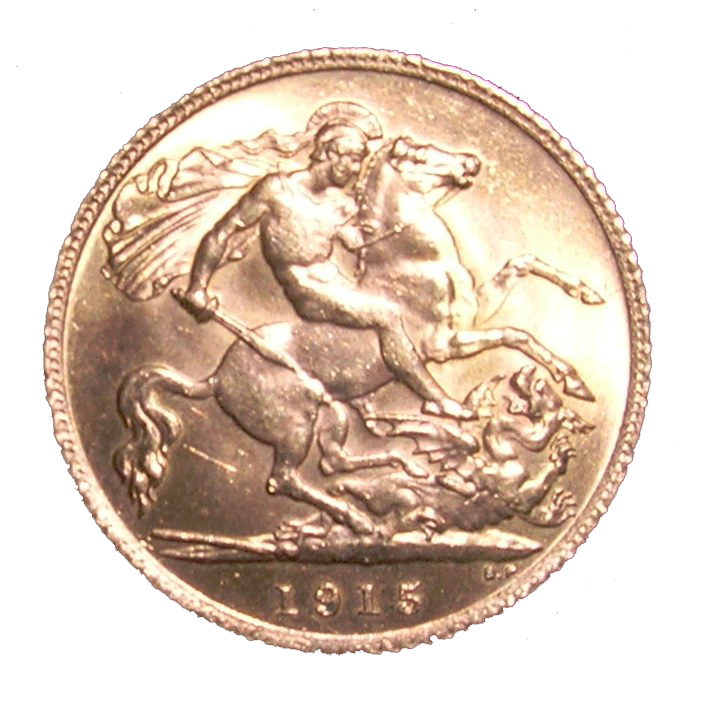
Demi-souverain, pièce d'or de 19 mm de diamètre, valant 10 shillings, produite de 1844 à 1926.

Brunel eut à souffrir de bien des problèmes de santé. Les uns restent anecdotiques, les autres eurent raison de sa vie et abrégèrent son éclatante carrière.
En 1843, en faisant un tour de magie pour divertir ses enfants, Brunel inhala accidentellement une pièce d'un demi-souverain, qui resta bloquée dans sa trachée. Une paire de pinces n'en vint pas à bout, de même qu'une machine conçue par Brunel lui-même pour tenter de la faire tomber par secouage. Finalement, sur proposition de Sir Marc, Brunel fut attaché sur une planche, tourné la tête en bas et, brusquement, la pièce se libéra. Il se remit dans la propriété qu'il avait achetée à Watcombe, Torquay, Devon. Avec ses jardins, ce « Brunel Manor » devait lui apporter un havre de paix pour sa retraite. Malheureusement, il mourut bien avant son achèvement.
Brunel subit un accident vasculaire cérébral en 1859, juste avant le premier voyage transatlantique du Great Eastern. Il mourut dix jours plus tard, à l'âge de 53 ans. Il a été enterré, comme son père, au cimetière de Kensal Green, à Londres.
Il a laissé derrière lui sa femme Mary et leurs trois enfants : Isambard Brunel Junior (1837-1902), Henri Marc Brunel (1842-1903), qui connut un certain succès en tant qu'ingénieur civil, et Florence Mary Brunel (v. 1847-1876).

## L'héritage de Brunel

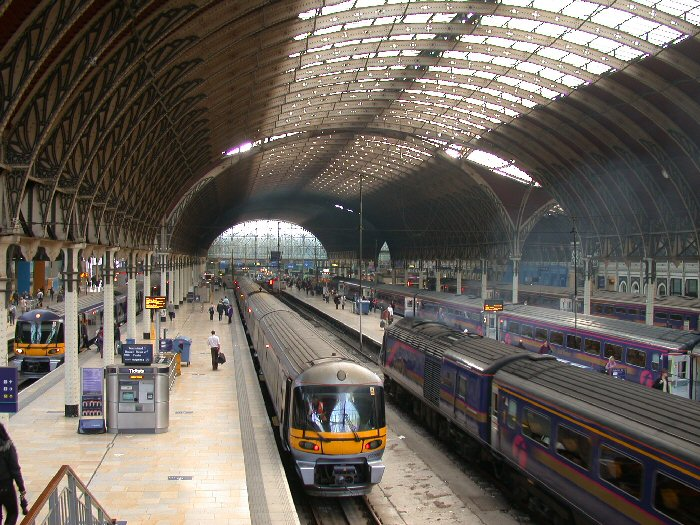
Gare de Paddington, Londres. Le noyau historique est la gare conçue par Brunel.

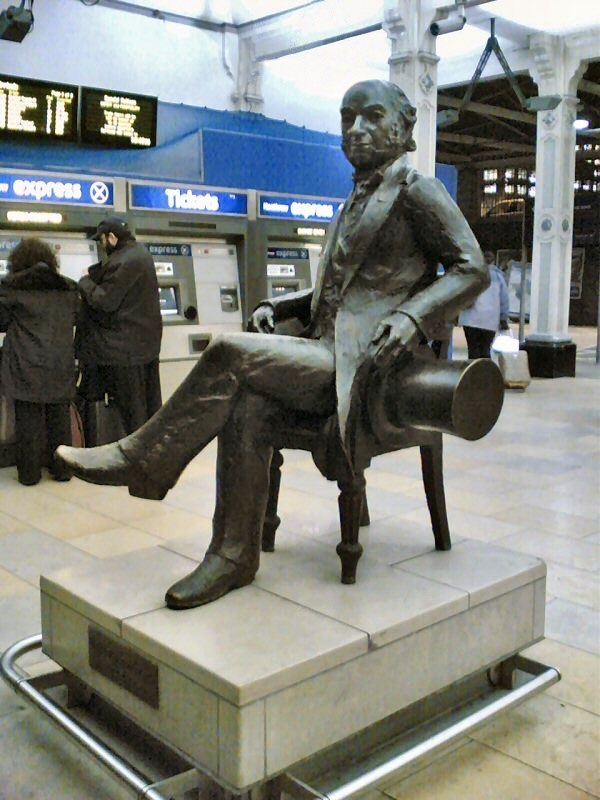
Statue de Brunel à la gare de Paddington.

Le souvenir du grand ingénieur reste très vif dans toutes les mémoires des Britanniques. Brunel est honoré de nombreux monuments : des statues à la station de métro « Temple », à la gare de Paddington, à l'université Brunel, à Londres, à Bristol, Saltash, Swindon, Milford Haven, Neyland, etc. Le grand mât du Great Eastern orne depuis 1906 l'entrée du Liverpool FC, tandis qu'une section d'une de ses cheminées, qui se trouvait conservée à Sutton Poyntz, près de Weymouth, a été remise en 2004 au SS Great Britain Trust, à Bristol. Brunel a obtenu la seconde place après Winston Churchill dans un sondage télévisé très populaire de la BBC intitulé "100 Greatest Britons". La construction du Great Eastern a été portée au petit écran dans un épisode de la série de la BBC Seven Wonders of the Industrial World (2003).
Une opinion bien ancrée chez les Britanniques est que Brunel est l'inventeur des comptoirs de bars, pour avoir instauré ce mode de service rapide au Great Western Hotel de la gare de Paddington et à la gare de Swindon.
Beaucoup de lieux portent son nom : l'université Brunel en périphérie de Uxbridge ville de grande banlieue londonaise, et une collection de rues à Exeter : Isambard Terrace, Kingdom Mews et Brunel Close. Une route, un parking et une école de sa ville natale de Portsmouth sont également nommés en son honneur, ainsi que le plus important des pubs de la ville. Et bien d'autres lieux dans tout le pays.
Beaucoup de ponts de Brunel ont résisté à l'épreuve du temps et sont encore en usage de nos jours. Le tunnel sous la Tamise, premier projet de Brunel, a été traversé par des trains et des rames de métro jusqu'à nos jours, et il est en pleine rénovation pour accueillir le tout nouveau « East London Overground Railway System ». La Brunel Engine House à Rotherhithe, qui abrite encore la machine à vapeur qui pompait les eaux du tunnel, est devenue un musée consacré au travail et à la vie de Marc et Isambard Kingdom Brunel. Beaucoup de documents, dessins et modèles de la main de Brunel sont actuellement conservés dans les collections de l'université de Bristol.
On attribue aussi à Brunel d'avoir fait de la ville de Swindon une des plus grandes villes d'Europe. La construction du Great Western Railway a donné l'élan pour développer des hôpitaux, des églises et des lotissements dans ce qui était appelé « New Swindon ». Cette zone est connue aujourd'hui sous le nom de « Railway Village ». L'actuel hôpital de Swindon a été nommé Great Western Hospital ; il comprend également un « Centre de traitement Brunel ».
En 1975 Bob Godfrey réalise le court-métrage d'animation Great (en), film historique semi-parodique sur la vie de Brunel. Le film remporte l'Oscar du meilleur court-métrage d'animation l'année suivante.
En 2006, la Monnaie royale a frappé une pièce de deux livres à l'occasion du 200e anniversaire de la naissance d'Isambard Kingdom Brunel. La pièce représente une partie du Royal Albert Bridge à Saltash, avec un portrait de Brunel. Le Post Office a publié à cette occasion une série de timbres commémoratifs.
Kenneth Branagh a incarné Brunel lors de la cérémonie d'ouverture des Jeux olympiques de 2012 à Londres, mise en scène par Danny Boyle. Le personnage de Brunel était mis en avant dans la première partie du spectacle de la cérémonie, qui évoquait la révolution industrielle britannique.

## Galerie

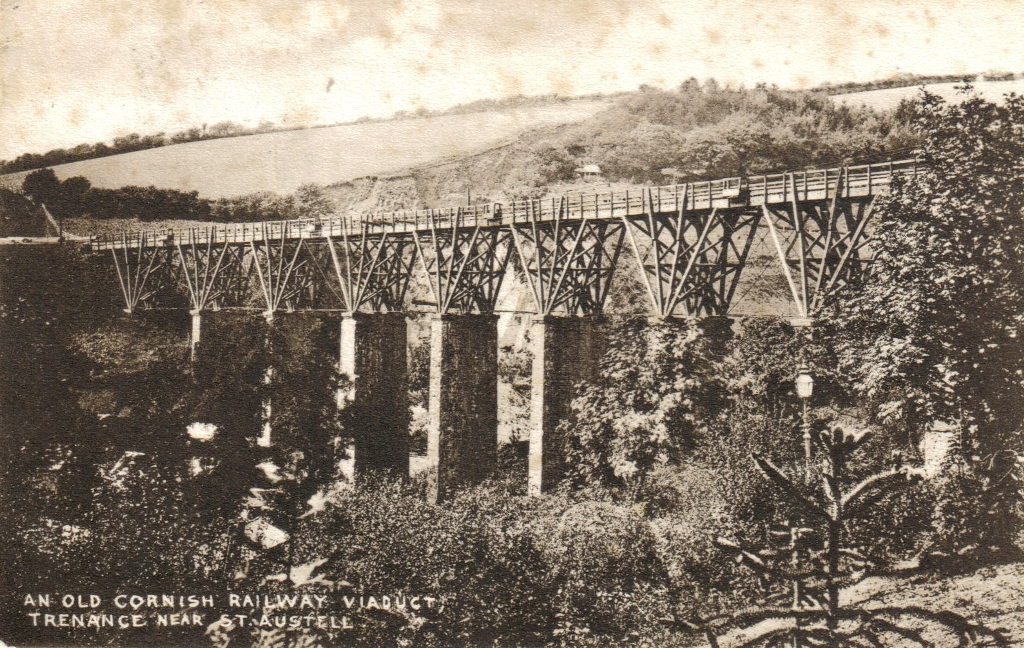
St Austell Viaduct, en bois, sur le Cornwall Railway.
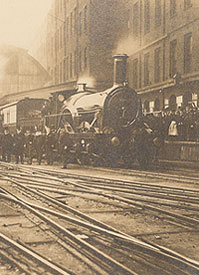
Dernier train à voie large, en route pour Penzance, à Londres-Paddington, 20 mai 1892.
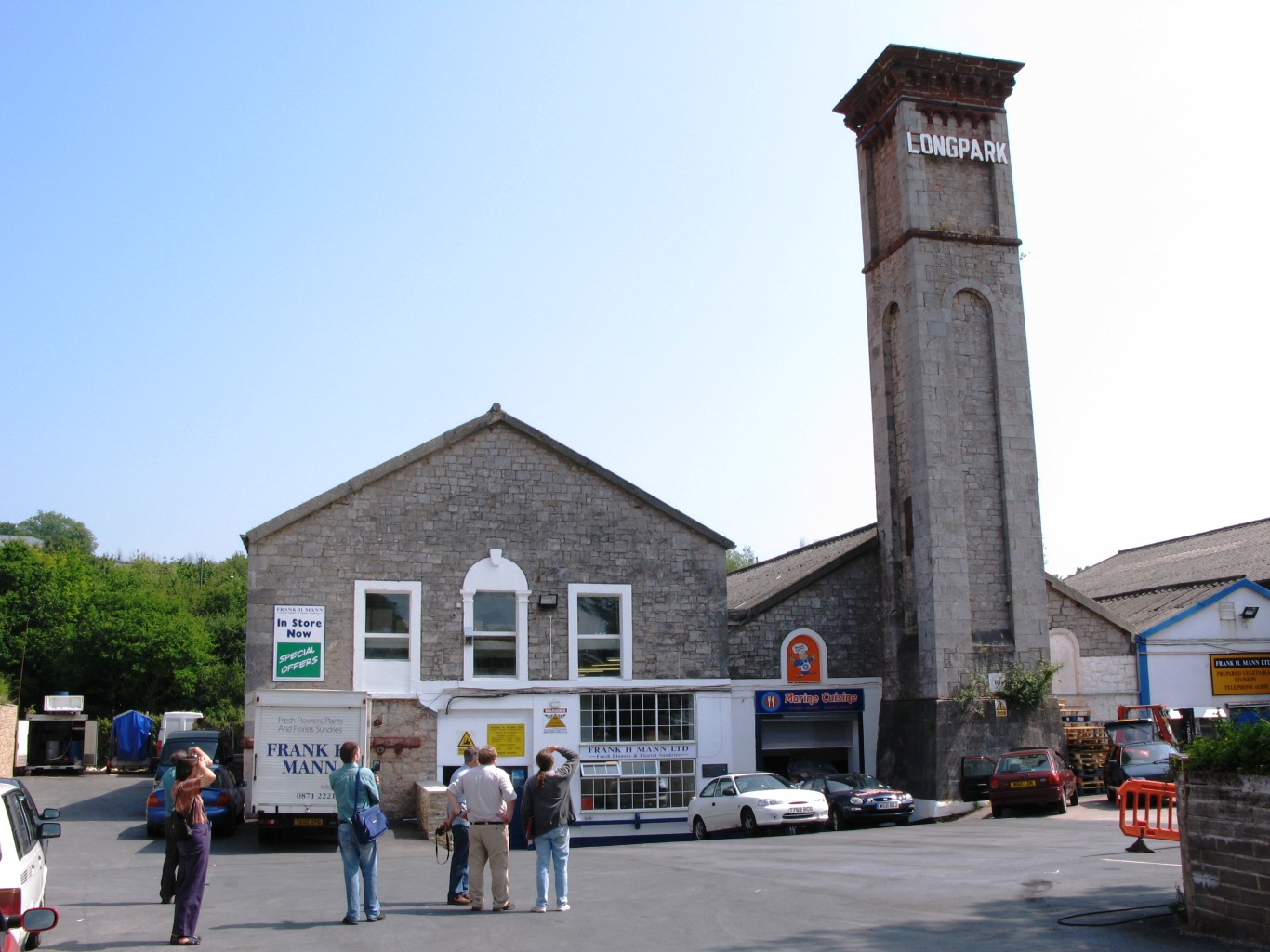
Bâtiment des machines (station de pompage), Torquay, Devon.
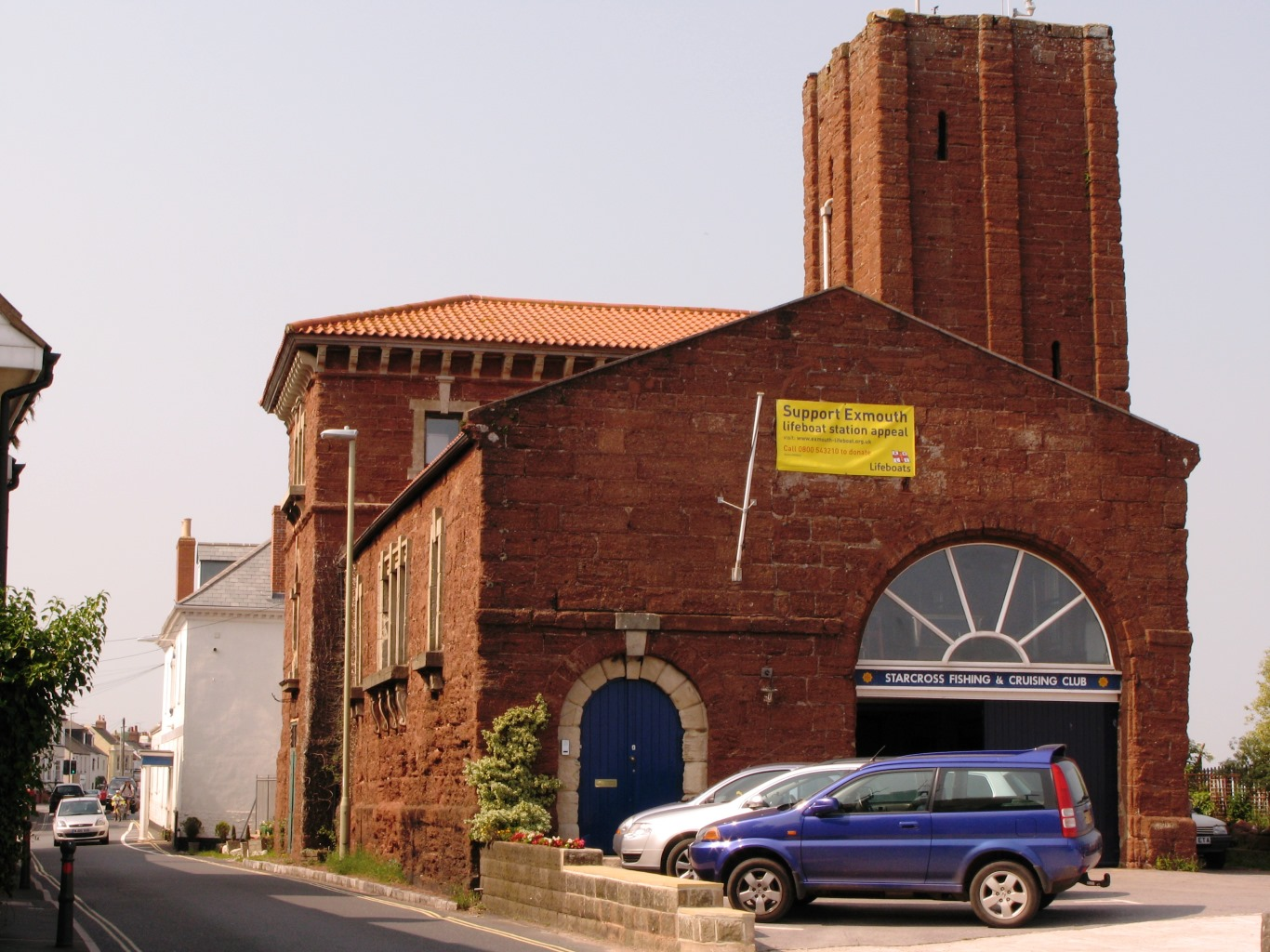
Bâtiment des machines (station de pompage), Starcross, Devon.
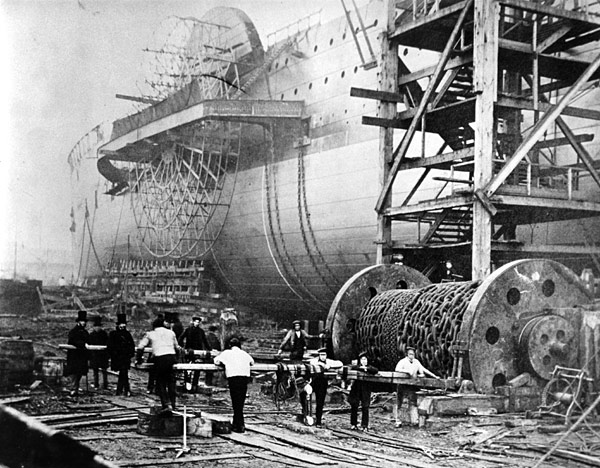
Great Eastern en construction, 1858.
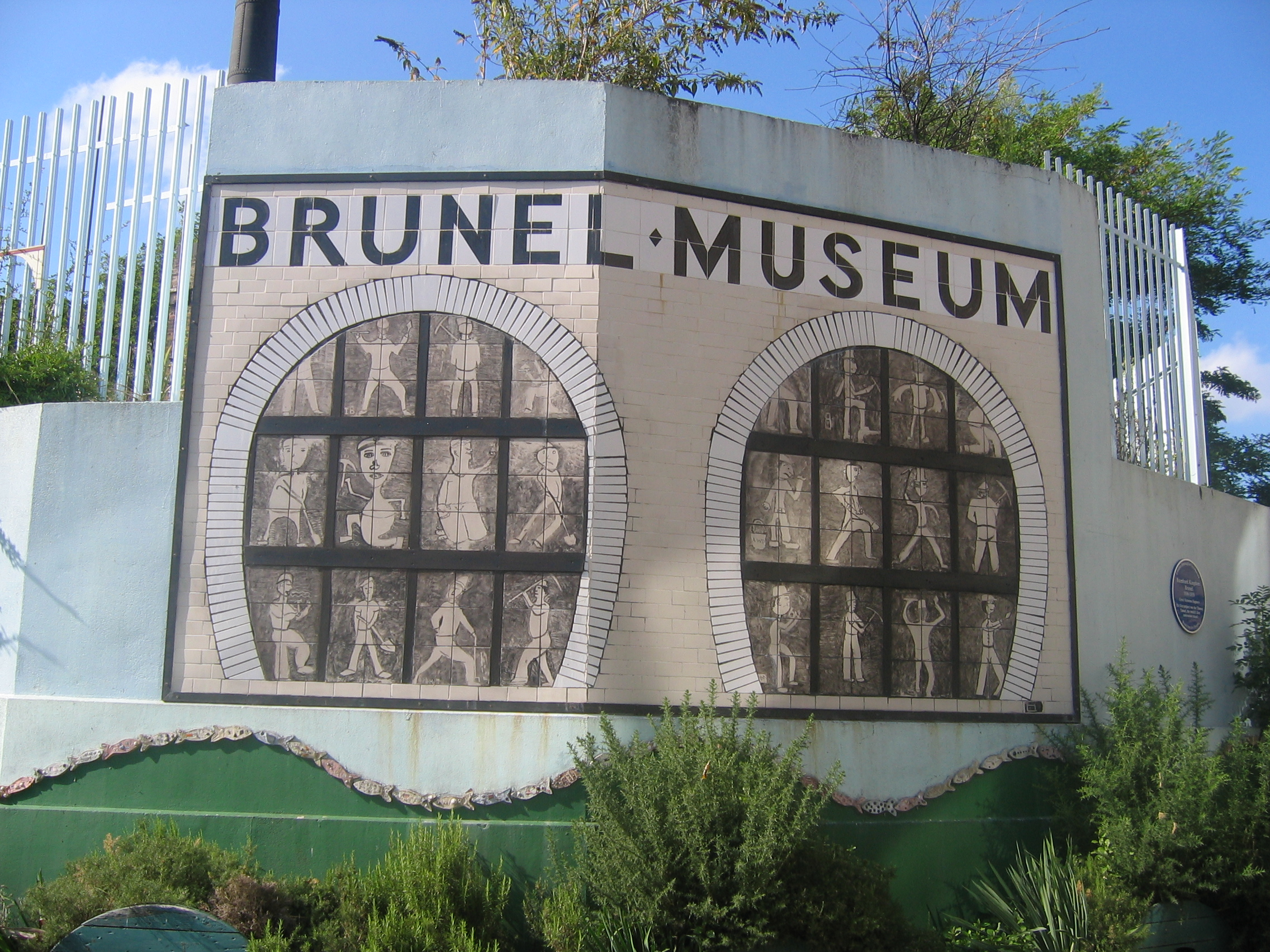
Musée Brunel, près de la station de métro Rotherhithe, Londres.